# Enfield (Maine)
Enfield – miasto w Stanach Zjednoczonych, w stanie Maine, w hrabstwie Penobscot.